# Santa Maria de Palautordera

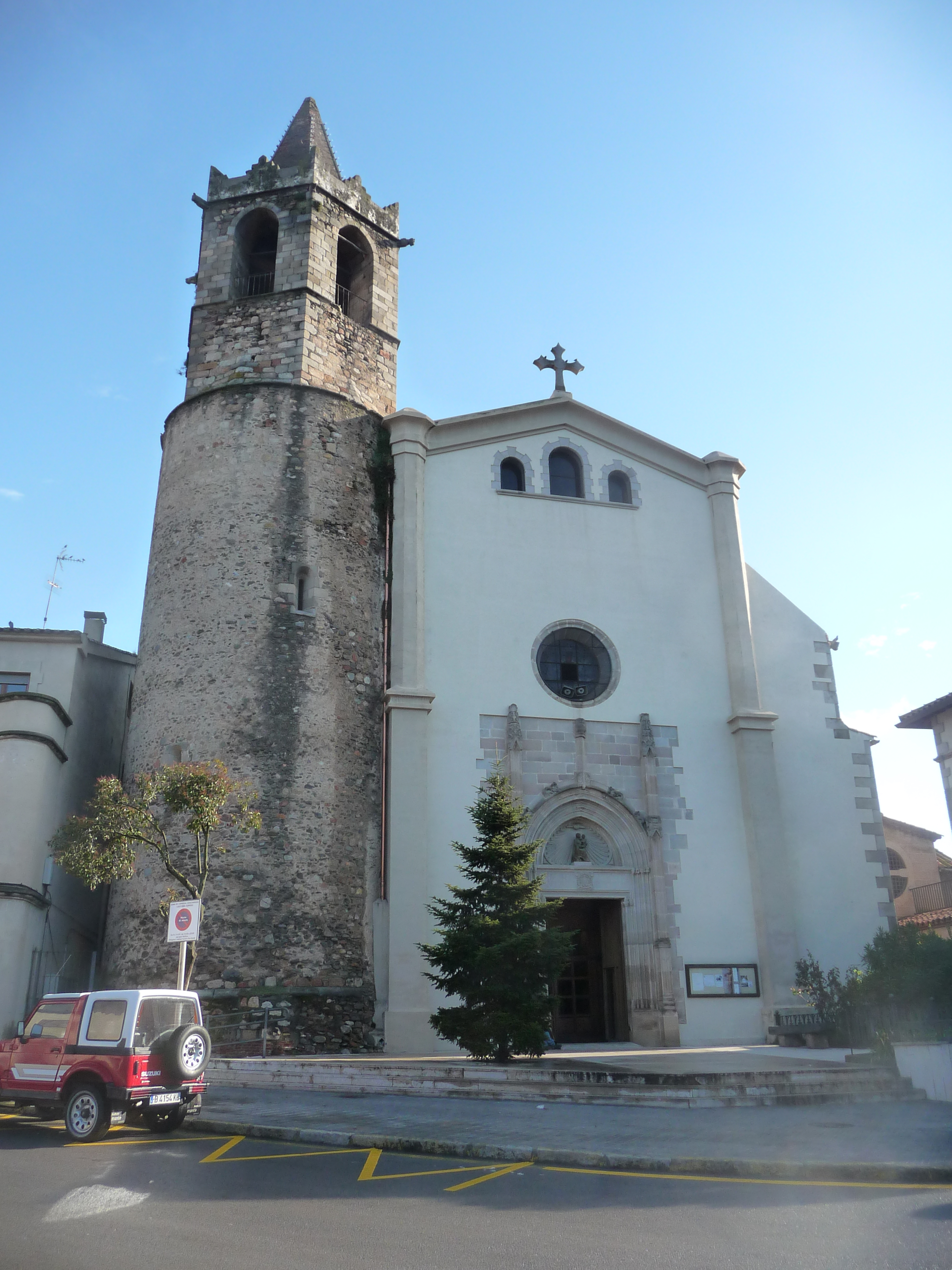
Chiesa

Santa Maria de Palautordera è un comune spagnolo di 6 442 abitanti situato nella comarca di Vallès Oriental nella comunità autonoma della Catalogna.

## Idrografia
Santa Maria de Palautordera è situato nelle vicinanze del fiume La Tordera.